# デイヴィッド・デル・トレディチ
デイヴィッド・デル・トレディチ（David Del Tredici, 1937年3月16日 - 2023年11月18日）は、アメリカ合衆国の作曲家。
「アリスもの」と呼ばれる連作によって、明快な調性感とポピュラー音楽のリズムに影響された伝統的な作品を発表しており、ネオロマンティストと呼ばれている。

## 来歴
カリフォルニア州クローヴァーデイル生まれ。17歳のときサンフランシスコ交響楽団と共演しピアニストとしてデビューする。カリフォルニア大学バークレー校を卒業後に、プリンストン大学にてアール・キムとセイマー・シフリン、ロジャー・セッションズらに作曲を師事、1964年に修士号を取得する。
初期作品は、ルイス・キャロルの『不思議の国のアリス』に想を得て、幅広い範囲の音楽様式ならびに音楽形式を駆使した。1980年に「少女アリス Child Alice 」の第1部「夏の日のおもいで "In Memory of a Summer Day" 」によりピューリッツァー賞を受賞する。後年の作品の題材も文学的なものが多く、ヴィクトリア朝から現代に至るまで東西の詩人の作品が使われている。私生活においてはゲイであることをカミングアウトしている。
デル・トレディチは、音列技法を修得したにもかかわらず、新ロマン主義音楽の粘り強い支持者の一人であり、現代音楽に調性を復活させることを望んで、調性に根付いた作曲を行なっている。
ピュリッツァー賞のほかにも、グッゲンハイム奨学金など数々の名誉に輝き、アメリカ文芸アカデミー会員にも選ばれている。国内外の主要なオーケストラからの委嘱も数多い。支持者にゲオルク・ショルティやレナード・スラットキンらがいる。

## 主要作品一覧
- ピアノ伴奏歌曲集「ジェームズ・ジョイスの詩による6つの歌」 (1959年)
- アリス交響曲 An Alice Symphony (1969年)
- 演奏会形式による1幕オペラ「最後のアリス」 Final Alice (1976年)
- ソプラノと管弦楽のための「少女アリス」 Child Alice (1980年～81年)
  1. 夏の日のおもいで "In Memory of a Summer Day"
  2. たのしい声 "Happy Voices"
  3. こがねいろの午後 "In the Golden Afternoon"
  4. へんなできごと "Quaint Events"
- ソプラノとバリトン、管弦楽のための「蜘蛛と蝿」 The Spider and The Fly  (1998年)